# Kovanluk
Kovanluk es un pueblo ubicado en la municipalidad de Merošina, en el distrito de Nišava, Serbia.

## Superficie
Posee una superficie de 3,151 kilómetros cuadrados.

## Demografía
Hasta 2022 la población era de 201 habitantes, con una densidad de población de 63,80 habitantes por kilómetro cuadrado.